# Kelly Carrie
Kelly Beatrice Carrion Kipnis (Rhode Island, 11 de marzo de 1996), también conocida como Kelly Carrion es una cantante, compositora y filántropa estadounidense que debutó en  2009 con su primer álbum al firmar un contrato discográfico con la compañía RCA Records.
Kelly Carrion llegó a la fama en 2003, cuando participó en la única temporada del reality American Juniors, un spinoff de American Idol, donde logró entrar entre los 10 finalistas, pero no ganó el concurso.

## Primeros años
Kelly nació el 11 de marzo de 1996 en Estados Unidos, en una familia de ascendencia inglesa. En 2004 viajó con sus padres a Inglaterra donde vivió desde el 2004 hasta 2007.

### Carrera como cantante
Kelly Carrion obtuvo el undécimo lugar en un concurso de canto a cargo de la cantante y actriz Miley Cyrus. 
Kelly y su familia se mudaron a Los Ángeles buscando oportunidades artísticas para Kelly, hasta que obtuvo un contrato discográfico con el Sello RCA Records en otoño de 2008.
Finalmente el 22 de agosto de 2009, Kelly lanza su álbum debut bajo el Nombre My Heart en formato digital a través de iTunes y dos días después en formato físico.
El álbum no tuvo mayor éxito hasta el 1 de septiembre de 2009, Cuando el álbum debutó la posición 83 en el Billboard 200, y #60 en Canadian Album, el CD no obtuvo buen rendimiento en listas internacionales.
Seguidamente el verano de 2010 lanza a la venta su primer EP llamado The Kiss in the Dark, que obteniendo la posición #55 en el Billboard 200.
Para julio de 2011 Kelly finaliza su contrato con RCA Records y lanza su segundo álbum llamado Big Night bajo el sello Epidemic Records, el álbum debutó la posición #29 del Billboard 200 y salió de la lista una semana después. La mejor recepción del álbum la obtuvo en el Austrian Album chart en la posición #11.

### Compositora
Kelly tuvo la oportunidad de escribir algunos versos de la canción White Flag para el álbum debut de la cantante y actriz Sabrina Carpenter.

#### Filántropa
Actualmente es miembro de la organización filántropa Techo.

## Discografía

### EP
| Título               | Detalles del EP |
| -------------------- | --- |
| The Kiss in the Dark | - Publicado: 23 de abril de 2010 - Discográfica: Extended play\|EP, RCA Records \|Sony Music - Formatos: descarga digital |

### Álbumes
| Título   | Detalles del álbum                                                                                           |
| -------- | --- |
| My Heart | - Publicado: 23 de agosto de 2009 - Discográfica: RCA Records \|Sony Music - Formatos: CD y descarga digital |

| Título    | Detalles del álbum                                                                                                   |
| --------- | --- |
| Big Night | - Publicado: 9 de septiembre de 2011 - Discográfica: Epidemic Records \|Sony Music - Formatos: CD y descarga digital |

#### Sencillos promocionales
| Título  | Proyecto  | Año  |
| ------- | --------- | ---- |
| Fire    | My Heart  | 2009 |
| In Love | Big Night | 2011 |